# Copa MX
De Copa MX (voorheen Copa Tower, Copa Eliminatoria en Copa México genoemd) is het nationale bekertoernooi van Mexico, georganiseerd door de Mexicaanse voetbalbond (FMF). Het werd opgericht in 1907 en na een hiaat vanaf 1997 werd de Copa vanaf 2012 weer in het leven geroepen. Biermerk Corona is de sponsor van het toernooi, waardoor het officieel de naam Copa Corona MX draagt. In de amateurperiode (1907–1943) was Asturias FC recordkampioen met achtmaal winst; in de professionele periode, van 1943 tot op heden, wonnen Club América, Club León en Puebla FC elk vijfmaal de Mexicaanse beker.

## Geschiedenis
In zijn vroege jaren was de Copa een prestigieus toernooi en het eerste toernooi in Mexico waaraan clubs uit verschillende delen van het land deelnamen – de landelijke competitie volgde pas decennia later. Het oorspronkelijke doel van het toernooi was het bepalen van een landelijke kampioen, waarmee het de lokale competities in de afzonderlijke regio's oversteeg. De eerste editie vond plaats in 1908 en werd de Copa Tower genoemd, naar de Britse diplomaat Reginald Tower. Voornamelijk clubs uit en in de buurt van Mexico-Stad namen deel aan de eerste Copa Tower, met CF Pachuca als winnaar. De Copa Tower werd elfmaal gespeeld, met Real Club España als winnaar van de laatste drie jaargangen. De oorspronkelijke opzet met clubs uit heel Mexico pakte in deze eerste periode van de Copa niet goed uit, mede door de soms lange reistijden en daaraan verbonden kosten. In 1919 werd de Copa Tower vervangen door de Copa Eliminatoria. Alleen teams uit de Liga Mayor of primera fuerza, een amateurcompetitie uit Mexico-Stad, konden deelnemen aan het toernooi. Lange reistijden en eventuele interregionale vijandschappen of conflicten werden daarmee vermeden. CF México won in 1921 de eerste editie, gevolgd door Asturias FC (driemaal) en Club Necaxa (tweemaal). Na de zesde editie in 1926 werd de Copa Eliminatoria opgeheven. De eerste van drie lange hiaten in de geschiedenis van de Copa begon, totdat de recentelijk opgerichte nationale voetbalbond (1927) in 1932 onder de naam Copa México een doorstart begon. De doorstart was een initiatief van de Mexicaanse overheid, onder leiding van toenmalig president Lázaro Cárdenas del Río, die zich sinds de jaren 20 intensief had bemoeid met de professionalisering en verspreiding van het voetbal in het land. De overheid wilde met het voetbal, een toen relatief nieuwe sport, regionalisme afzwakken en het nationalisme bevorderen door clubs uit het hele land tegen elkaar te laten spelen. Op 23 juli 1933 werd de eerste finale van het nieuwe bekertoernooi gespeeld. Club Necaxa versloeg Germania FV met 3–1 en won zo haar derde bekertitel. Tot de oprichting van de Primera División in 1943, beschouwd als het einde van de amateurperiode van het voetbal in Mexico, werd de Copa México tienmaal gespeeld. Asturias FC won vijf edities en was daarnaast twee keer verliezend finalist. In de eerste jaren namen uitsluitend clubs uit de hoogste competitie – de Primera División – deel, maar vanaf het seizoen 1949/50 speelden ook clubs uit de Segunda División (tegenwoordig Ascenso MX) mee. De Copa México werd elk seizoen beslist door een knock-outsysteem, met in een finale eventuele strafschoppen als beslissing, uitgezonderd de seizoenen 1971/72 en 1974/75; bij die edities werd gespeeld in een finaleronde met vier clubs, die in een groep streden om de eerste plaats. Op 3 augustus 1996 won Cruz Azul de Copa van het seizoen 1996/97, waarna het toernooi werd opgeheven. De prestige van de beginjaren was de Copa México verloren, net als het animo onder de deelnemende clubs, waarna de voetbalbond besloot het bekertoernooi te laten vallen en alleen met het competitievoetbal door te gaan.
Onder de naam Copa MX werd in mei 2012, na een pauze van ruim vijftien jaar, voor de derde maal een doorstart bekendgemaakt. Het toernooi bestaat sinds 2012 in ieder seizoen uit twee sub-toernooien – de Apertura en Clausura, overeenkomstig het systeem van de Liga MX – die elk een afzonderlijke bekerwinnaar opleveren. Er zijn achtentwintig deelnemers: de Liga MX-clubs die niet spelen in de CONCACAF Champions League en de Ascenso MX-clubs (beide 14). Deze clubs worden verdeeld over zeven groepen, waarin ze elk zes duels spelen. De zeven groepswinnaars (en de beste nummer twee) kwalificeren zich voor de knock-outfase. De uiteindelijke winnaar van de finale wint het bekertoernooi. In oktober 2012 won Dorados de Sinaloa de Apertura 2012, het eerste bekertoernooi sinds 1997. Na afloop van het seizoen 2012/13 werd besloten de Supercopa MX op te richten, een confrontatie aan het begin van het volgende seizoen tussen de twee bekerwinnaars van het voorgaande seizoen. De Supercopa werd in juni 2013 in het leven geroepen door de voorzitter van de Liga MX, Decio De María, met als doel de bekertoernooien meer waarde te geven. In juli 2014 werd de eerste editie van de Supercopa MX gespeeld tussen Monarcas Morelia en Club Tigres, die over twee wedstrijden werd gewonnen door Morelia.

## Overzicht
| jaar      | winnaar                         | uitslag            | finalist                        |
| --------- | ------------------------------- | ------------------ | ------------------------------- |
| 1907–08   | Pachuca AC                      | 4–0                | Reforma AC                      |
| 1908–09   | Reforma AC                      | 3–2                | CF México                       |
| 1909–10   | Reforma AC                      | 2–1                | British Club                    |
| 1910–11   | British Club                    | 1–0                | Reforma AC                      |
| 1911–12   | Pachuca AC                      | 3–1                | British Club                    |
| 1912–13   | Rovers FC                       | 1–0                | Reforma AC                      |
| 1913–14   | CF México                       | 3–1                | Rovers FC                       |
| 1914–15   | Real Club España                | 2–0                | Pachuca AC                      |
| 1915–16   | Rovers FC                       | 1–0                | Real Club España                |
| 1916–17   | Real Club España                | 2–1                | Pachuca AC                      |
| 1917–18   | Real Club España                | 1–0                | Tigres Mexico                   |
| 1918–19   | Germania FV                     | 3–1                | Pachuca AC                      |
| 1919–20   | werd niet gespeeld              | werd niet gespeeld | werd niet gespeeld              |
| 1920–21   | CF México                       | 4–2                | CF Pachuca                      |
| 1921–22   | Asturias FC                     | 4–1                | Real Club España                |
| 1922–23   | Asturias FC                     | 3–0                | Real Club España                |
| 1923–24   | Asturias FC                     | 5–3                | Reforma AC                      |
| 1924–25   | Club Necaxa                     | 3–2                | Asturias FC                     |
| 1925–26   | Club Necaxa                     | 4–2                | Real Club España                |
| 1926–32   | werd niet gespeeld              | werd niet gespeeld | werd niet gespeeld              |
| 1932–33   | Club Necaxa                     | 3–1                | Germania FV                     |
| 1933–34   | Asturias FC                     | 4–1                | Club América                    |
| 1934–35   | werd niet gespeeld              | werd niet gespeeld | werd niet gespeeld              |
| 1935–36   | Club Necaxa                     | 2–1                | Asturias FC                     |
| 1936–37   | Asturias FC                     | 5–3                | Club América                    |
| 1937–38   | Club América                    | 3–1                | Real Club España                |
| 1938–39   | Asturias FC                     | 4–3                | Real Club España                |
| 1939–40   | Asturias FC                     | 1–0                | Club Necaxa                     |
| 1940–41   | Asturias FC                     | 4–2                | Club Necaxa                     |
| 1941–42   | CF Atlante                      | 3–0                | Asturias FC                     |
| 1942–43   | Moctezuma                       | 3–1                | Club América                    |
| 1943–44   | Real Club España                | 6–2                | CF Atlante                      |
| 1944–45   | Puebla FC                       | 6–4                | Club América                    |
| 1945–46   | Atlas Guadalajara               | 5–4                | CF Atlante                      |
| 1946–47   | Moctezuma                       | 4–3                | CD Oro                          |
| 1947–48   | CD Veracruz                     | 3–1                | CD Guadalajara                  |
| 1948–49   | Club León                       | 3–0                | CF Atlante                      |
| 1949–50   | Atlas Guadalajara               | 3–1                | CD Veracruz                     |
| 1950–51   | CF Atlante                      | 1–0                | CD Guadalajara                  |
| 1951–52   | CF Atlante                      | 2–0                | Puebla FC                       |
| 1952–53   | Puebla FC                       | 4–1                | Club León                       |
| 1953–54   | Club América                    | 1–1                | CD Guadalajara                  |
| 1954–55   | Club América                    | 1–0                | CD Guadalajara                  |
| 1955–56   | Deportivo Toluca FC             | 2–1                | Irapuato FC                     |
| 1956–57   | Club Zacatepec                  | 2–1                | Club León                       |
| 1957–58   | Club León                       | 5–2                | Club Zacatepec                  |
| 1958–59   | Club Zacatepec                  | 2–1                | Club León                       |
| 1959–60   | Club Necaxa                     | 2–2                | Tampico Madero FC               |
| 1960–61   | Tampico Madero FC               | 1–0                | Deportivo Toluca FC             |
| 1961–62   | Atlas Guadalajara               | 4–3                | Tampico Madero FC               |
| 1962–63   | CD Guadalajara                  | 2–1                | CF Atlante                      |
| 1963–64   | Club América                    | 1–1                | CF Monterrey                    |
| 1964–65   | Club América                    | 4–0                | Monarcas Morelia                |
| 1965–66   | Club Necaxa                     | 4–3                | Club León                       |
| 1966–67   | Club León                       | 2–1                | CD Guadalajara                  |
| 1967–68   | Atlas Guadalajara               | 2–1                | CD Veracruz                     |
| 1968–69   | Cruz Azul                       | 2–1                | CF Monterrey                    |
| 1969–70   | CD Guadalajara                  | 5–4                | CF Torreón                      |
| 1970–71   | Club León                       | 0–0                | Club Zacatepec                  |
| 1971–72   | Club León                       | groep              | Puebla FC                       |
| 1972–73   | werd niet gespeeld              | werd niet gespeeld | werd niet gespeeld              |
| 1973–74   | Club América                    | 3–2                | Cruz Azul                       |
| 1974–75   | Club Universidad Nacional       | groep              | Club Universidad de Guadalajara |
| 1975–76   | Club Tigres                     | 3–2                | Club América                    |
| 1976–87   | werd niet gespeeld              | werd niet gespeeld | werd niet gespeeld              |
| 1987–88   | Puebla FC                       | 1–1                | Cruz Azul                       |
| 1988–89   | Deportivo Toluca FC             | 3–1                | Club Universidad de Guadalajara |
| 1989–90   | Puebla FC                       | 4–3                | Club Tigres                     |
| 1990–91   | Club Universidad de Guadalajara | 1–0                | Club América                    |
| 1991–92   | CF Monterrey                    | 4–2                | CF Cobras                       |
| 1992–94   | werd niet gespeeld              | werd niet gespeeld | werd niet gespeeld              |
| 1994–95   | Club Necaxa                     | 2–0                | CD Veracruz                     |
| 1995–96   | Club Tigres                     | 2–1                | Atlas Guadalajara               |
| 1996–97   | Cruz Azul                       | 2–0                | Toros Neza                      |
| 1997–2012 | werd niet gespeeld              | werd niet gespeeld | werd niet gespeeld              |
| 2012–13   | Dorados de Sinaloa (Apertura)   | 2–2                | Correcaminos de la UAT          |
| 2012–13   | Cruz Azul (Clausura)            | 0–0                | CF Atlante                      |
| 2013–14   | Monarcas Morelia (Apertura)     | 3–3                | Atlas Guadalajara               |
| 2013–14   | Club Tigres (Clausura)          | 3–0                | Oaxaca                          |
| 2014–15   | Santos Laguna (Apertura)        | 2–2                | Puebla FC                       |
| 2014–15   | Puebla FC (Clausura)            | 4–2                | CD Guadalajara                  |

## Winnaars
| №  | club                            | aantal titels |
| -- | ------------------------------- | ------------- |
| 1  | Asturias FC                     | 8             |
| 2  | Club Necaxa                     | 7             |
| 3  | Club América                    | 6             |
| 4  | Real Club España                | 5             |
| 4  | Club León                       | 5             |
| 4  | Puebla FC                       | 5             |
| 6  | Atlas Guadalajara               | 4             |
| 7  | CF Atlante                      | 3             |
| 7  | Cruz Azul                       | 3             |
| 7  | Club Tigres                     | 3             |
| 10 | CD Guadalajara                  | 2             |
| 10 | CF México                       | 2             |
| 10 | Moctezuma                       | 2             |
| 10 | CF Pachuca                      | 2             |
| 10 | Reforma AC                      | 2             |
| 10 | Deportivo Toluca FC             | 2             |
| 10 | Club Zacatepec                  | 2             |
| 17 | British Club                    | 1             |
| 17 | Dorados de Sinaloa              | 1             |
| 17 | CF Monterrey                    | 1             |
| 17 | Monarcas Morelia                | 1             |
| 17 | Rovers FC                       | 1             |
| 17 | Santos Laguna                   | 1             |
| 17 | Tampico Madero FC               | 1             |
| 17 | Club Universidad de Guadalajara | 1             |
| 17 | Club Universidad Nacional       | 1             |
| 17 | CD Veracruz                     | 1             |